# Taito Cup Finals
Taito Cup Finals, meglio noto come Hat Trick Hero '93 (ハットトリックヒーロー'93?, Hatto Torikku Hīrō '93) in Giappone, è un videogioco arcade di calcio sequel di Football Champ. Venne sviluppato e pubblicato dalla Taito nel 1993.
Ebbe una versione aggiornata uscita nello stesso anno col nome di Super Cup Finals.

## Modalità di gioco
Taito Cup Finals funziona su un nuovo motore grafico che ne migliora gli effetti. Presenta la riconfermata "Ace Striker", modalità d'opzione per la scelta del capitano prima dell'inizio della partita, ove cui il numero del roaster è ora aumentato ad otto. Inoltre introduce un elenco di sfruttabili power-up noto come "Special Menu".
In determinati momenti dell'incontro, prima che la palla entri in gioco, il giocatore può utilizzare le unità per acquistare un potenziamento speciale che gli dà un vantaggio, inclusa la capacità di segnare a titolo definitivo. Egli inizia con due unità ad ogni inizio/continua e ne acquisisce di aggiuntive con denaro reale, tre unità per il primo acquisto, quattro unità per ogni acquisto aggiuntivo. Questo sistema, il quale può essere disabilitato dalle opzioni del cabinato, utilizza il proprio pulsante dedicato (C) per visualizzare il menu, selezionare un power-up e usufruirlo.
Similmente al predecessore, le regioni del gioco hanno un diverso assortimento di squadre. Oltre quelle standard ve n'è una immaginaria chiamata "MAX" che funge da boss finale; la stessa squadra può essere selezionata in Super Cup Finals.

### Squadre selezionabili
- Taito Cup Finals
  -  Belgio
  -  Danimarca
  -  Francia
  -  Finlandia
  -  Germania
  -  Inghilterra
  -  Irlanda
  -  Italia
  -  Paesi Bassi
  -  Spagna
  -  Svezia
  -  Svizzera

- Hat Trick Hero '93
  -  Argentina
  -  Brasile
  -  Colombia
  -  Francia
  -  Giappone
  -  Germania
  -  Inghilterra
  -  Italia
  -  Paesi Bassi
  -  Spagna
  -  Stati Uniti
  -  Uruguay

- Super Cup Finals
  -  Argentina
  -  Austria
  -  Belgio
  -  Brasile
  -  Camerun
  -  Colombia
  -  Danimarca
  -  Finlandia
  -  Francia
  -  Germania
  -  Grecia
  -  Inghilterra
  -  Irlanda
  -  Italia
  -  Paesi Bassi
  -  Paraguay
  -  Polonia
  -  Russia
  -  Spagna
  -  Stati Uniti
  -  Svezia
  -  Svizzera
  -  Uruguay